# Шевченка (Бахмацька міська громада)
Шевче́нка — село в Україні, у Бахмацькій міській громаді Ніжинського району Чернігівської області. Місце поховання художника Миколи Ґе.

## Географія
Село Шевченка розташоване за 140 км від обласного центру, 71 км від районного центру та 37 км від міста Бахмача. Найзахідніший населений пункт ліквідованого Бахмацького району. Найближча залізнична станція — Плиски (за 15 км).

## Історія
Село засноване 1815 року. До 1928 року — хутір Забілин, ще раніше — хутір Іванівський Борзнянського повіту Чернігівської губернії (неофіційна назва — хутір Ґе).
У 1875 році хутір придбав художник Микола Ґе, для якого тут був зведений одноповерховий будинок з майстернею, який не зберігся. В цьому будинку Микола Ґе жив і працював з 1876 року та помер у 1894 році. Його відвідували письменник Лев Толстой, історик Микола Костомаров, художники Григорій Мясоєдов, Ілля Рєпін та інші відомі особи. У 1890-ті роки на хуторі в будинку Ґе мешкав його учень і майбутній біограф Степан Яремич.
12 червня 2020 року, відповідно до розпорядження Кабінету Міністрів України № 730-р «Про визначення адміністративних центрів та затвердження територій територіальних громад Чернігівської області», село увійшло до складу Бахмацької міської громади.
19 липня 2020 року, в результаті адміністративно-територіальної реформи та ліквідації Бахмацького району, село увійшло до складу Ніжинського району.

## Могила Миколи Ґе

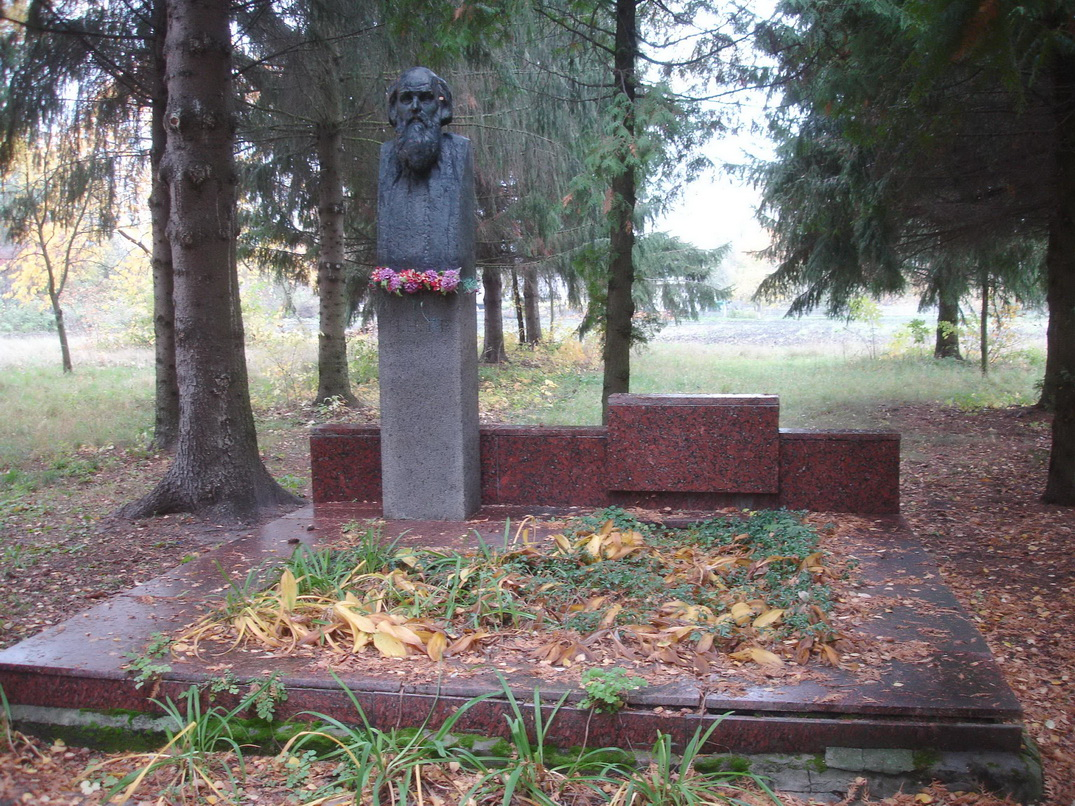
Пам'ятник на могилі Миколи Ґе (скульптор Михайло Грицюк)

Микола Ґе був похований на відкритому просторі у східній частині хутора. Спочатку могила була невеликим горбиком, на якому стояв хрест. У 1981 році, до 150-річчя від дня народження художника, було покладено надмогильну плиту, а в голові поховання встановлено погруддя Миколи Ґе на бетонному постаменті. Автор пам'ятника — видатний український скульптор Михайло Грицюк.